# Annemarie Jürgens
Annemarie Jürgens, auch Annemarie von Schwerin und  Annemarie Jürgens von Schwerin (geboren am 5. Juli 1910 in Buenos Aires; gestorben am 11. April 1988), war eine argentinisch-deutsche Schauspielerin und Sopranistin.

## Leben und Wirken
Annemarie Jürgens studierte bis zum Jahr 1928 Schauspiel an der von Max Reinhardt gegründeten Schauspielschule des Deutschen Theaters zu Berlin (heute: Hochschule für Schauspielkunst Ernst Busch).
Ihre erstes Engagement erhielt sie am Stadttheater Bochum unter Saladin Schmitt. 1930/31 war sie am Schauspielhaus am Gendarmenmarkt engagiert und stand dort in Die Matrone von Ephesus (1931) mit Veit Harlan auf der Bühne. 1931 heiratete sie in Düsseldorf Hans von Schwerin, ebenfalls Schauspieler. Von 1932 bis 1946 arbeitete sie am Düsseldorfer Schauspielhaus, wo sie vor allem für ihre Rollen als Solveig in Peer Gynt, als Klärchen in Egmont und als Gretchen in Faust von der Kritik gefeiert wurde. In der Rolle der Ophelia stand sie in Hamlet (1937) mit Gustaf Gründgens als Gast auf der Bühne.
1946 ging sie an die Komische Oper Berlin, wo sie unter der Intendanz von Walter Felsenstein bis zu ihrer Rückkehr nach Düsseldorf im Jahr 1955 als Sopranistin engagiert war. Sie setzte ihre Arbeit auf der Bühne fort, bis sie diese 1968 aufgrund einer Parkinson-Erkrankung aufgeben musste. Bis zu ihrem Tod 1988 arbeitete sie als Rezitatorin und Schauspiellehrerin in Düsseldorf.
Während ihres Engagements an der Komischen Oper war Annemarie Jürgens neben ihrer Stimme auch für ihr komödiantisches Talent bekannt. Sie spielte unter anderem die Rolle der Eurydike in der satirischen Operette Orpheus in der Unterwelt von Jacques Offenbach. Sie hatte auch die Rolle der Sari in einer Rundfunkproduktion Der Zigeunerprimas von Emmerich Kálmán.

## Theaterrollen (Auswahl)
- 1931: Mysis in Die Matrone von Ephesus (Schauspielhaus am Gendarmenmarkt), Text: Gotthold Ephraim Lessing
- 1934: Solveig in Peer Gynt (Düsseldorfer Schauspielhaus), Regie: Hannes Küpper, Bühnenbild: Helmut Jürgens
- 1937: Gretchen in Faust (Düsseldorfer Schauspielhaus), Regie: Peter Esser, Bühnenbild: Walter von Wecus
- 1942: Oretta in Florentiner Brokat (Düsseldorfer Schauspielhaus), Text: Giovacchino Forzano, Bühnenbild: Toni Steinberger, Kostüme: Gretl Altvater[8]
- 1948: Eurydike in Orpheus in der Unterwelt (Komische Oper Berlin), Musik: Jacques Offenbach, Musikalische Leitung: Leo Spies[9]
- 1954: Annina in Eine Nacht in Venedig (Komische Oper Berlin), Musik: Johann Strauß, Neubearbeitung: Walter Felsenstein[10]

## Film- und Hörspielrollen
- 1949: Sari in Der Zigeunerprimas (Nordwestdeutscher Rundfunk), Musik: Emmerich Kálmán
- 1950: Frau des Ritters in Denn, was man einer Frau verbietet. Ein lustiges Hörspiel von Florian Seidl (NWDR Köln), Musik: William Keiper, Regie: Wilhelm Semmelroth
- 1952: Kurfürstin in Die schöne Tölzerin, Regie: Richard Häussler, Drehbuch: Peter Ostermayr und Karl Weinberger